# أبيل باز
أبيل باز (بالإسبانية: Abel Paz)‏ هو لاسلطوي وكاتب ومؤرخ إسباني، ولد في 12 أغسطس 1921 في ألمرية في إسبانيا، وتوفي في 13 أبريل 2009 في برشلونة في إسبانيا.